# Antoni Słomka vel Słomiński

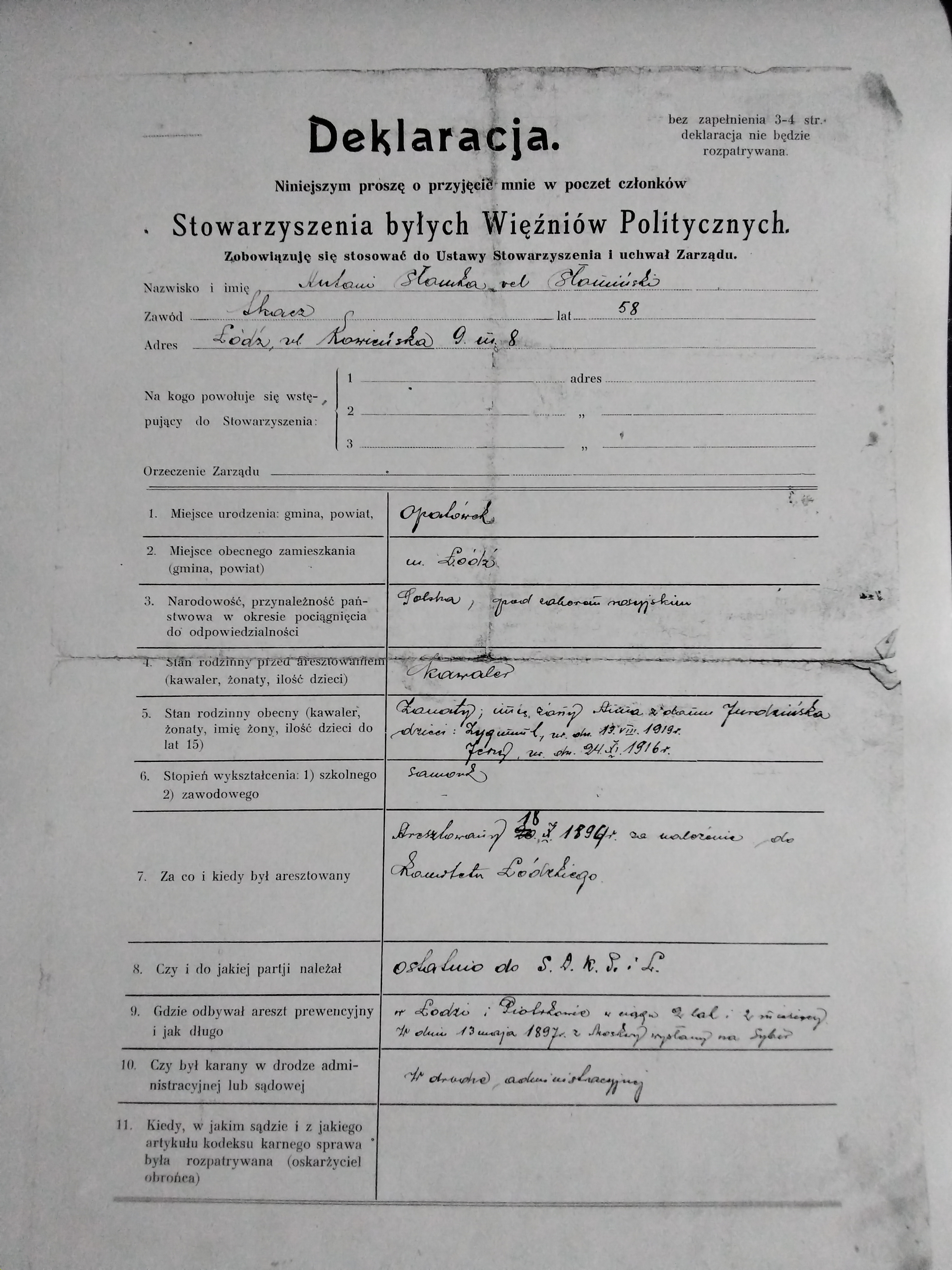
Wniosek z 1930 roku o przyjęcie Antoniego Słomki vel Słomińskiego w poczet członków Stowarzyszenia Byłych Więźniów Politycznych

Antoni Słomka vel Słomiński ps. „Antek” i Słomka (ur. 4 czerwca 1871 w Opatówku, zm. 8 marca 1954 w Łodzi) – łódzki tkacz i działacz robotniczy, jeden z czołowych działaczy Socjaldemokracji Królestwa Polskiego i Litwy (SDKPiL) w Łodzi.

## Życiorys
Gdy miał osiem lat, przyjechał z rodzicami do Łodzi, gdzie później pracował jako tkacz w jednej z fabryk. W 1894 wstąpił w szeregi nowo powstałej organizacji robotniczej o nazwie Socjaldemokracja Królestwa Polskiego, działającej na rzecz poprawy bytu robotników. Był jednym z najaktywniejszych działaczy tego ugrupowania w Łodzi w jego początkowej fazie. Przez pewien czas kierował jedną z tzw. dzielnic partyjnych, która obejmowała Plac Szpitalny i Rynek Geyera. Po raz pierwszy aresztowany był w październiku 1894 roku, osadzono go wtedy w więzieniu przy ul. Długiej w Łodzi (obecnie Gdańska). W 1896 roku został ponownie schwytany, tym razem skazano go na zesłanie w głąb Rosji, na które oczekiwał od grudnia 1896 do lata 1897 w moskiewskim więzieniu Butyrki. Po powrocie w 1908 roku nadal działał w szeregach socjaldemokratycznych, m.in. w Związku Zawodowym Robotników i Robotnic Przemysłu Włóknistego w Polsce.
W 1949 roku 78-letni wówczas Antoni Słomka vel Słomiński zgłosił się do Komitetu Łódzkiego PZPR celem założenia teczki, dzięki której mógł otrzymać rentę dla zasłużonych działaczy. W jej skład wchodzą: czterostronicowa ankieta zawierająca podstawowe dane o przedwojennej działalności politycznej; oświadczenia współtowarzyszy o prawdziwości składanych przez Słomińskiego deklaracji; opinia Komitetu po przeprowadzeniu wywiadu z samym Słomińskim, który stwierdził, że do partii nie należy, gdyż jest za stary, ale gdyby był młodszy, z pewnością wziąłby się za działalność polityczną. O rzeczywistości w kraju wypowiedział się z umiarkowanym entuzjazmem: „Od razu nie można żądać wszystkiego na raz, gdyż jesteśmy wyniszczeni”. Najobszerniejszą i zarazem najwartościowszą częścią teczki jest ośmiostronicowy tekst stanowiący zarys wczesnej działalności Słomińskiego – przygotowany przez niego samego. Tłumaczy on, jak został zwerbowany do Komitetu Łódzkiego oraz wspomina o udziale w tzw. „buncie łódzkim” z 1892 roku.